# Bistum Albacete
Das Bistum Albacete (lat.: Dioecesis Albasitensis, span.: Diócesis de Albacete) ist ein römisch-katholisches Bistum in der Provinz Albacete und hat seinen Bischofssitz in Albacete.
Am 2. November 1949 wurde das Bistum Albacete durch Papst Pius XII. aus Gebietsabtretungen der Bistümer Cartagena, Cuenca und Orihuela gegründet. Es gehört zur Kirchenprovinz des Erzbistums Toledo, dem es als Suffragandiözese unterstellt ist. 